# Widerstand West
Widerstand West ist eines der überregionalen Koordinierungs- und Organisationsbüros bzw. Vernetzungsplattform der militanten rechtsextremen sogenannten freien Kameradschaften, das in Nordrhein-Westfalen und Rheinland-Pfalz aktiv ist.

## Allgemeines und Geschichte
Zum Widerstand West zählen Kameradschaften aus dem Ruhrgebiet, Sauer- und Siegerland, Rhein-Sieg-Kreis und Ostwestfalen-Lippe. Eine besonders große Anzahl von Demonstrationen wurden insbesondere im Ruhrgebiet organisiert. Die Strukturen um Siegfried Borchardt (Dortmund; † 2021) und Bernd Stehmann (Leopoldshöhe) beteiligen sich darüber hinaus auch häufig bundesweit an Demonstrationen und an organisiert bis spontan stattfindenden Überfällen, die mit körperlicher Gewalt einhergehen, auf anders Denkende wie auch „undeutsch“ erscheinende Menschen. Die im Widerstand West organisierten Freien Kameradschaften betreiben eine Website, unter der der Düsseldorfer Beobachter und Anti-Antifa Seiten zu finden sind. Wichtige Anlaufstelle ist das Gelände des Ehepaars Müller. Ursula Müller ist die Vorsitzende der Hilfsorganisation für nationale politische Gefangene und deren Angehörige (HNG) in Mainz-Gonsenheim.
Der Widerstand West hält regelmäßigen Kontakt zu niederländischen Neonazis.

## Führende Funktionäre
Als führende Funktionäre aus diesem Raum sind zu nennen:
- Axel Reitz, heute ein Aussteiger aus dem Rechtsextremismus, war bis 2013 einer der bekanntesten Aktivisten aus dem Spektrum der neonazistischen Freien Kameradschaften und des Kampfbundes Deutscher Sozialisten (KDS).
- Sven Skoda, Betreiber des Nationalen Infotelefons „Rheinland“, aktiv in der Anti-Antifa und der Kameradschaft Düsseldorf, Mitarbeiter der Website Düsseldorfer Beobachter.
- Siegfried Borchardt († 2021),  genannt „SS-Siggi“, früher Landesvorsitzender der FAP, war aktiv in der Kameradschaft Dortmund und wichtiges Bindeglied zwischen rechtsextremistischer Szene und Fußball-Fans (Borussenfront)
- Bernd Stehmann, als Vertrauter von Thomas Hainke ehemaliger Aktivist der Kühnen-Gruppe und Mitglied von Blood and Honour, Herausgeber des rechten Musikfanzines Unsere Welt mit häufigen Berichten über Freie Kameradschaften
- Christian Malcoci (Grevenbroich), ehemals Mitglied der FAP und Mitarbeiter im Komitee zur Vorbereitung der Feierlichkeiten zum 100. Geburtstag Adolf Hitlers (KAH). 2002 kandidierte er für die Kommunalwahl im niederländischen Kerkrade, bei der Landtagswahl 2005 in Nordrhein-Westfalen auf Platz 8 der NPD-Liste.
- Claus Cremer und Daniela Wegener (Bochum, Sauerland), Führungsaktivistin der Freien Nationalisten Sauerland
- Marcel Wöll, führender Aktivist der Kameradschaft Freie Nationalisten Rhein-Main
- René Rodriguez-Teufer, Kopf der Kameradschaft Bergstraße und führenden Personen des Kameradschaftsnetzwerkes Aktionsbündnis Rhein-Neckar.
- Sascha Krolzig, Kopf der Kameradschaft Hamm und vermutlicher Nachfolger von Reitz im Aktionsbüro Westdeutschland.

## Beispiele für führende Kameradschaften

### Kameradschaft Aachener Land(KAL)
Die KAL war eine 2001 aus dem Umfeld des NPD-Kreisverbandes Aachen hervorgegangene eigenständige, dem neonazistischen Gedankengut verbundene Kameradschaft, die 2012 durch NRW-Innenminister Ralf Jäger verboten wurde, da sich ihre „aggressiv kämpferische Grundhaltung […] gegen elementare Grundsätze unserer Verfassung“ richte.
Aus ihren Reihen wurde 2001 eine Milzbranderregerattrappe an die Jüdische Gemeinde Aachen verschickt, und ihre Mitglieder wurden u. a. wegen Morddrohungen, Verwendung verfassungsfeindlicher Kennzeichen, uneidlicher Falschaussage und Körperverletzung verurteilt. Der harte Kern besteht aus 15 bis 20 Aktiven und pflegt Kontakte zu belgischen und niederländischen Neonazis sowie zur Hooligan-Szene des Aachener Tivoli. 
Koordiniert wurden Aktionen der KAL u. a. von den Neonazis René Laube und Manfred Rouhs, der heute in der Bewegung Pro Köln aktiv ist. Rouhs zog von Stolberg nach Dürwiß, wo seine Wohnung „Braunes Haus“ genannt wurde. Nach dem Wikingjugend-Verbot wurden dort Kameradschaftstreffen und Konzerte veranstaltet. Nach wenigen Jahren zog Rouhs aufgrund massiver Proteste der Eschweiler Bevölkerung und des Eschweiler Stadtrates fort.
Neonazis aus dem Umfeld der Kameradschaft Aachener Land (KAL) waren immer wieder an schweren, politisch motivierten Straftaten beteiligt. Beispielsweise war der gebürtige Leipziger Neonazi Daniel K. von 2002 bis 2007 in der nordrhein-westfälischen Neonazi-Szene, vor allem in der Kameradschaft Aachener Land aktiv. K. wurde im Februar 2007 wegen unterlassener Hilfeleistung rechtskräftig zu einer Geldstrafe verurteilt. Gemeinsam mit dem damaligen Anführer der Kameradschaft Aachener Land, René L., hinderte Daniel K. einen anderen Kameraden nicht an der Misshandlung von dessen schwangerer Freundin. Im Juni 2007 verurteilte ihn das Landgericht Aachen wegen Geiselnahme und gefährlicher Körperverletzung zu einer Freiheitsstrafe von 3 Jahren und 3 Monaten. Im Frühjahr 2010 wurde er nach Verbüßung eines Teils der Strafe aus der Haft erlassen. Er war Mittäter des Totschlages an Kamal K. kurz nach seiner Haftentlassung im Oktober 2010.
Die Aktivitäten der KAL konzentrierten sich 2005 insbesondere auf die Unterstützung der NPD vor der Landtagswahl in Nordrhein-Westfalen im Mai und der Bundestagswahl im September 2005. Zu ihrem Umkreis gehörte ferner der NPD/JN-Funktionär Sascha Wagner, der der noch relativ neu in der Szene auftretenden Kameradschaft Mitte und Ende 2001 Kontakte in die bundesweite rechtsextreme Szene vermittelte.

### Weitere Kameradschaften
Weitere Kameradschaften (heute teils unter anderen Namen aktiv) sind:
- Kameradschaft Dortmund
- Kameradschaft Düsseldorf
- Kameradschaft Hamm
- Kameradschaft Köln
- Kameradschaft Rhein-Sieg-Kreis
- Freundeskreis Nationaler Politik Bergisches Land
- Leverkusener Aufbruch
- Sauerländer Aktionsfront
- Autonome Nationalisten Westliches Ruhrgebiet
- Kameradschaft Bochum/Hattingen
- AG Rheinland
- Ruhrfront-Bochum
- Freie Nationalisten Euskirchen
- Freie Nationalisten Leverkusen

Die Kameradschaften Dortmund (NWDO) und Hamm wurden vom nordrhein-westfälischen Innenminister Ralf Jäger zum 23. August 2012 gemeinsam mit der KAL verboten.